# Concha Blanco
María Concepción Blanco Blanco,(19 de junio de 1950, Lires, Cee). Es una pedagoga, profesora y escritora gallega ya jubilada.  La última de las disciplinas citadas es por la que se dio a conocer.
Desde el comienzo de su actividad, editó libros de materia pedagógica. Fue de las primeras autoras de materiales didácticos para la enseñanza gallega.

## Biografía
María Concepción Blanco Blanco, nace en Lires, una aldea perteneciente al ayuntamiento de Cee un 19 de junio en el año 1950. En esta aldea se encuentra la ría más pequeña de Galicia y la cual la propia autora la describe diciendo “es una ría con magia, desaparece cuando sube la marea”
Estuvo a punto de morir durante el parto debido a que tardó demasiado tiempo en salir del útero. Esta anécdota es contada por la autora de la siguiente forma: “El Dr. Xoán, me dio un par de cachetes, lo que me hizo despertar y desde ese momento aprendí a ser puntual con mis citas, mis amigos y con el trabajo”
Vivió hasta los diez años la aldea Lires, y fue a la escuela pública en este mismo lugar, fue en esta época en la que empezó a leer y a aficionarse a las letras en general. 
Su primer libro de lectura propio fue "El Gato con Botas", un regalo de su profesora Amparo. 
Realizó sus primeros estudios en la escuela de Lires y, posteriormente, con diez años, se trasladó a Ferrol, donde cursó el Bachiller en el Instituto Concepción Arenal.
Cursó magisterio en Santiago de Compostela. Al acabar la carrera residió en Nemiña (Mugía), Ézaro (Dumbría), Brens, Cee, siempre debido a su trabajo como profesora. Por último, impartió clases de Lengua gallega y literatura en Cee a alumnos del 1º ciclo de ESO.

## Principales obras
Es coordinadora y coautora de varios libros de texto de Primaria y de Secundaria y de las correspondientes Guías Didácticas. Fue corresponsal de prensa en el periódico La Voz de Galicia varios años y colaboradora, en programas de radio. Impartió y coordinó cursos de Lengua Gallega, proyectos de formación del profesorado, Jornadas de Normalización Lingüística, y talleres Literarios. 
Entre sus obras destacamos los siguientes libros: Contos para a escola, Cousiñas para a escola, Chuchamel, O noso Pepe, ¿Andrómenas?, A misteriosa montaña de Pena Negra, A vaca titiriteira, O milagre de Carola, A papoula era máxica, A camioneta da media risa, Marcelo non me toma o pelo, A disco ecoloxista, A maxia da bóla metálica e outros contos, O vestido de Cora, As loucas vacacións dunha formiga, O aniversario de Ana, A aventura dasa cores, ¡A min que me importa!, Querido Iván, Quero que veñan meus país, A casa de cartón, Berta, Estela a domadora de ras, Boris, Sara, A bruxiña da sorte, Boris e compañía, Tita, Poemas para pintar, Cantos da rula, Habitación 202, Coa carauta posta, Cos ollos do avó, As noites de Xián, O balcón do meu universo, Macedonia de versos, Oficios e profesións poemas son, Feminino singular, en plural.

AUTORA DAS OBRAS
•	Contos para a escola. 1981 Ed. Do Castro.
•	Cousiñas para a escola. 1984 Ed Do Castro.
•	Chuchamel. 1988 Ed. Do Castro.
•	O noso Pepe.  1988 Ed. Do Castro.
•	¿Andrómenas? 1989 Ed. SM.
•	A misteriosa montaña de Pena Negra.  1991 Ed. Magisterio-Casals
•	A vaca titiriteira. 1991 Ed. Bruño.
•	O milagre de Carola 1992 Ed. Do Castro
•	A papoula era máxica  1994 Ed. Do Castro.
•	A camioneta da media risa. 1995 Ed. Bruño.
•	Marcelo non me toma o pelo. 1995 Ed. Sotelo Blanco
•	A disco ecoloxista. 1995 Ed. Do Cumio.
•	A maxia da bola metálica e outros contos. 1995 Ed. Do Cumio.
•	O vestido de Cora. 1996 Ed. Sotelo Blanco.
•	As loucas vacacións dunha formiga. 1996 Ed. Bruño.
•	O aniversario de Ana. 1997 Obradoiro Santillana.
•	A aventura das cores. 1998 Ed. Xerais de Galicia.
•	¡A min que me importa! 1998 Ed. Bruño. Editado tamén en lingua castelá, catalana e valenciana.
•	Querido Iván. 2000 Ed. Everest.
•	Quero que veñan meus pais. 2000 Ed. Casals.
•	A casa de cartón.2000 Ed. Everest.
•	Berta. 2001 Ed. Ir Indo.
•	Estela a domadora de ras. 2002 Ir Indo.
•	Boris. 2004 Ed. Galaxia.
•	Sara. 2004 Ed. Casals.
•	A bruxiña da sorte. 2005 Ed. Obradoiro Santillana.
•	Boris  e compañía. 2005 Ed. Galaxia.
•	Tita. 2006. Ed. Everest.
•	Poemas  para pintar. 2006 Ed. Sotelo Blanco.
•	Nano. 2008. Ed. Everest.
•	Habitación 202. 2008. Ed. Everest.
•	Cantos da rula. 2008. Edicións do Castro. (Poesía)
•	Encontros ás agachadas.  2009. Deputación de Ourense.
•	Coa carauta posta. 2009. Editorial Toxosoutos 
•	Do A ao Z con Castelao. 2010. Editorial Everest.
•	Os poderes máxicos de Aitema. 2010. Editorial Galaxia.
•	Repetimos. Acción! 2010. Edicións Fervenza (Teatro)
•	Luces, bicos e cores. 2011. Edicións Embora (Poesía)
•	Misterio resolto. 2012. Editorial Everest
•	Catuxa quere saber. 2012. Editorial Everest
•	Quero que veñan meus pais. 2013 Edicións Embora
•	Cos ollos do avó. 2013. Edicións Embora.
•	As noites de Xián. 2014. Edicións Xerais.
•	Catuxa quere saber máis. 2014. Editorial Everest.
•	O balcón do meu universo. 2014. Edicións Embora
•	As pantuflas de Celia. 2015. Hércules Ediciones
•	Receita para facer dieta. 2015. Editorial Galebook
•	Será correcto? 2016. Hércules Ediciones. 
•	DO RE MI Fantasía 2016. Edicións Bolanda.
•	O medo é libre 2017. Edicións Embora
•	Macedonia de versos 2018. Aira Editorial.
•	Oficios e profesións poemas son 2020. EdiciónsEmbora.
•	Feminino singular, en plural 2020. Baía Editoral.
Obra colectiva:
•	8 contos (Coautora) Ed. Junta de Galicia.
•	O trasno rebuldeiro (Coautora) 1997 Ed. Neria
•	Nós. (Coautora) 1997 Concello de Corcubión.
•	Rumbo ás illas. (Coautora) 1997 Junta de Galicia.
•	Deixade pois que voe o Paporroibo, que nos conte contos. (Coautora) 1999 Edic. O Paporroibo
•	Catro contos para unha data. (Coautora) 2004 Junta de Galicia
•	Contos de barcos, paxaros, infancias e pesadelos. (Coautora) 2004. Junta de Galicia.
•	Los habitantes de la cabaña. (coautora) 2007. Gálix
•	A Coruña á luz das letras. 2008. Editorial Trifolium
•	Lecturas de aquí e acolá.
•	Ditos sobre o libro e a lectura. 2009. Concello da Coruña.
•	O colar de Sabela. Lingua 5 Primaria. Editorial Obradoiro Santillana. 2009
•	A nave dos libros 2 Primaria (Poemas “As sardiñas” e “Profesións”). Edicións Obradoiro.
•	O libro dos Reis Magos. 2012. Junta de Galicia.
•	Choven palabras no futuro. 2014. Gálix. Junta de Galicia.
•	(O libro de Isidro Novo). 2019
Libros de texto e guías didácticas:
•	Herdanza 5. (Coautora-coordinadora)  Lingua Galega, 5º de Primaria. 1994 Ed. Bruño.
•	Guía didáctica Herdanza 5.
•	Herdanza 6  (Coautora-coordinadora Lingua Galega, 6º de Primaria Ed. Bruño. 1995.
•	Guía  Herdanza 6.
•	Outeiro 6 (Coautora e asesora científica) Coñecemento do medio, 6º de Primaria. Ed. Bruño 1995
•	Guía Outeiro 6
•	Lingua Galega e Literatura 1º ESO (Coautora-coordinadora) Ed. Bruño. 1996
•	Guía didáctica.
•	Lingua Galega e Literatura 2º ESO (Coautora-coordinadora) Ed. Bruño 1997.
•	Guía didáctica.
•	3 Unidades Didácticas colgadas na Rede da AELG.
•	Experiencia didáctica colgada na Rede da AELG.
•	Textos literarios (varios)

## Premios

### Concurso nacional "O Facho"
3º Premio del Concurso nacional de cuentos infantiles "O Facho"en el año 1983 por O planeta.
3º Premio del Concurso Nacional de cuentos Infantiles "O Facho" en el año 1983, por Os habitantes de Nepecifonilandia.
Tercer premio de la Agrupación Cultural O Facho en 1991, por A vaca titiritera.

### Premios Barco de Vapor
Segundo premio de Premio El Barco de Vapor en 1988, por ¿Andrómenas?.

### Premios Merlín
Finalista por tres veces del [Premio Xerais |Premio Merlín]] (1996, 1999, 2003).

### Premio Lazarillo
Accésit do Premio Lazarillo en 1997, por ¡A min que me importa!, traducida al catalán, castellano y valenciano.

### Premio Lecturas deGálix
Premio Lecturas de Gálix en el 2002.

### Premios La Voz de Galicia
Premio de Novela por Entregas de La Voz de Galicia en 2007, por Habitación 202.

### Premio Arume
IV Premio Arume, de poesía para niños en 2008, por Cantos da rula.

### Premio Frei Martín Sarmiento
Finalista Premio Frei Martín Sarmiento en 2007, por A bruxiña da sorte.

Premio Frei Martín Sarmiento en 2008, por Poemas para pintar.

Finalista Premio Frei Martín Sarmiento en 2010, por Habitación 202.

Premio Frei Martín Sarmiento en 2020, por Macedonia de versos.

### Premio de Literatura Infantil y Juvenil Pura y Dora Vázquez
VI Premio de Literatura Infantil y Juvenil Pura y Dora Vázquez en 2009 por, Encontros ás agachadas.

### Anduriña Voandeira
Premio del certamen poético Anduriña voandeira convocado por la Hermandad de Centros Gallegos en Euskadi en 2014, por “A mentira é un tirizó”

## Obras traducidas
¡A mí qué me importa! 1999. Ed. Bruño

La vaca titiritera 2009. Ed. Bruño

La pantufla de Celia 2015. Ed. Hércules

Juego de máscaras 2018. Ed. Atlantis